# Čudesa
Čudesa, igrani serijal. Tema su istiniti događaji o čudesima po zagovoru kršćanskih svetaca. Svaka epizoda jedno je svjedočanstvo prijavljeno u vatikanskoj Kongregaciji za kauze svetih koja istražuje slučajeve nazivane čudesima. Istraživači iz Kongregacije poslani su na mjesta događaja da bi pronašli znanstvena objašnjenja. U nedostatku znanstvenih objašnjenja, ti događaji nazvani su ”čudesima”. Svjedočanstva su pomogla u kauzama za proglašenje svetima ili su samo dodana za arhivu onih koji već sveti jesu. Čudesa su događaji koji prkose znanstvenim zakonitostima, koji govore o Božjem djelovanju u čovjekovom životu, te ostavljaju i najveće skeptike bez riječi, a ovaj serijal je priča o tim događajima. Poznato je da se u najtežim trenutcima, tragedijama, strahovima i bezizlaznim situacijama ljudi se okreću molitvi, i poznata je molitva po zagovoru svetaca. Serija napeto i dramaturški donosi istinite priče o čudesima koja su se dogodila po molitvama svecima i njihovom zagovoru. U Hrvatskoj se prikazuje na Laudato TV od 2017. godine.
Serija o čudesima koje je Katolička Crkva službeno priznala snimana je u nekoliko gradova, uključujući Miami (SAD), Panama City (Panama), Caracas (Venezuela) i Mexico City (Meksiko).